# Estación de Tequila
Tequila es una estación de trenes que se encuentra en Tequila, Jalisco. La estación esta rodeada por agaves y actualmente solo es atendida por el tren turístico Jose Cuervo Express.